# 서울동화프로덕션
서울동화프로덕션(Seoul Animation Production)은 우뢰매 시리즈 등을 제작한 영화사였다. 위치는 서울특별시 용산구에 있었으며 <로보트 태권 V 90>를 끝으로 해당 회사는 문을 닫았고 뒷날 이 회사 제작부장 김춘범씨가 회사를 인수해 비유엠 영화 제작소를 세웠으며 토토엔터테인먼트를 거쳐  현재는 서울동화픽쳐스가 됐다.

## 영화 작품
- 꾸러기 발명왕 (1984년)
- 바이오맨 (1989년)
- 삼토스와 댕기똘이 (1990년)

## 같이 보기
- 로보트 태권브이 시리즈
- 우뢰매 시리즈
- 슈퍼 홍길동 시리즈(후신 비유엠 영화 제작소에서는 극장용인 4편부터 최종 8편(홍길동 도사학교)(비디오용이자 상.하로 나뉜 5편(부채도사와 홍길동),6편(그림도사와 홍길동),7편(뚱녀도사와 홍길동) 장면 편집하여 성우 목소리 첨가)까지 만들어졌으나 실질적인 완결편은 7편이라 할 수 있으며 그 탓인지 뒷날 극장용인 1~4편과 비디오용이자 상.하로 나뉜 5~7편을 묶어 10편짜리 비디오(5-부채도사와 홍길동(상) 6-부채도사와 홍길동(하) 7-그림도사와 홍길동(상) 8-그림도사와 홍길동(하) 9-뚱녀도사와 홍길동(상) 10(완결)-뚱녀도사와 홍길동(하))로 재출시됨)